# Danh sách nhân vật trong Hannah Montana

Các nhân vật chính trong Hannah Montana từ phần một đến ba. Từ trái sang phải là Rico Suave (Moises Arias), Jackson Stewart (Jason Earles), Robby Stewart (Billy Ray Cyrus), Miley Stewart as Hannah Montana (Miley Cyrus), Oliver Oken (Mitchell Musso) and Lilly Truscott (Emily Osment)

Danh sách các nhân vật trong Hannah Montana là những nhân vật bao gồm cả nhân vật chính,nhân vật phụ xuất hiện trong phim.Các nhân vật được liệt kê dưới đây.

## Nhân vật chính

### Miley Stewart/Hannah Montana
Miley Ray Stewart (Miley Cyrus) là một trong những nhân vật chủ đạo của phim.Cô có cuộc sống hai mặt,một mặt là Miley Stewart bình thường, còn mặt kia là siêu sao nhạc pop Hannah Montana.

### Robby Stewart
Robby Ray Stewart (Billy Ray Cyrus) là cha của Miley đồng thời cũng là quản lý riêng của Hannah. Ông cũng là nhà soạn nhạc và là nhà sản xuất.

### Jackson Stewart
Jackson Rod Stewart (Jason Earles) là người anh trai của Miley và cậu con trai của gia đình Stewart.Jackson được biết đến như một kẻ nghịch ngợm,láu cá,hiếu chiến và hay trêu chọc cô em gái của mình.

### Lilly Truscott
Lillian "Lilly" Truscott hay còn gọi là Lillian Truscott (do Emily Osment thủ vai) là một người bạn thân của Miley Stewart trong bộ phim truyền hình nổi tiếng của kênh Disney Channel Hannah Montana và cũng là người bạn gái thân thiết với Oliver Oken.Dưới cái tên giả Lola Luftnage,cô trở thành một người bạn thân thiết với Hannah Montana."Lola" luôn ngưỡng mộ Orlando Bloom,trong tập phim "The Test Of My Love", Lola nói với Miley rằng Orlando cuối cùng gặp cô cũng sẽ cùng nhau xem "The Lily Bloom". Lilly là một nhân vật khác thường xuyên xuất hiện với Miley và Jackson trong mỗi tập phim.Cô cũng là nhân vật góp mặt trong Hannah Montana: The Movie.
- Phát triển

Tên ban đầu của nhân vật là Lilly Romero nhưng rồi sau đó được chuyển thành Lilly Truscott.Miley ban đầu định thử vai diễn này nhưng rồi cô đã vào nhân vật chính.Emily thử vai này sau đó.
- Khung cảnh

Lilly sinh ra và lớn lên tại Carlifornia cùng với Oliver.Cô gặp Oliver tại nhà trẻ khi họ còn bé và ngay sau đó trở thành đôi bạn thân ngay từ lần gặp đầu tiên.Cô sống với người mẹ của mình là Heather Truscott (Heather Locklear) tại Malibu.Heather xuất hiện trong tập phim "Lilly's Mom Has Got It Goin' On," khi bà đang hẹn hò với cha của Miley.Bố mẹ của Lilly chia tay nhau khá lâu,nhưng hiện tại vẫn chưa biết tên của bố.Đó cũng là điều khó hiểu khi Lilly có anh chị em ruột.Trong tập "Miley Get Your Gum," Lilly cho em trai mình con chuột đồng.Sau đó,trong tập "Would I Lie To You, Lilly?," Lilly đã nói rằng "Đôi lúc tớ muốn có một người em trai,và rồi tớ đến đây.Mọi thứ tốt đẹp hơn!"
Lilly và Miley sớm trở thành đôi bạn thân khi họ còn học lớp 5.Cô đã khám phá ra bí mật của Miley trong tập "Lilly, Do You Want to Know a Secret?" khi cô lẻn vào phòng thay đồ của Hannah sau buổi diễn và thấy chiếc vòng may mắn mà cô đưa cho Miley trước đó.
- Đời sống riêng tư

Lilly từng là một fan bự của Hannah Montana cho tới khi cô phát hiện ra mọi bí mật của Miley.Cô khá hướng ngoại,phấn khích,vụng về và có phần hấp tấp,bốc đồng.Cô cũng khá năng động và thích trượt ván,lướt sóng, khúc côn cầu và cổ vũ.
Miley và Lilly có một tình bạn khá là gần gũi.Đôi lúc họ không tránh được những cuộc cãi vã,xung đột lớn,nhưng rồi sau đó họ lại làm lành nhanh chóng,làm cho tình bạn ngày càng mạnh mẽ hơn nữa.Có những tập làm cho họ ngày càng gắn bó tình bạn như "Lilly, Do You Want to Know a Secret?," "Would I Lie To You, Lilly?," "You're So Vain, You Probably Think This Zit is About You," "Cuffs Will Keep Us Together."
Lilly có giọng hát khá dở trong tập phim "Song Sung Bad." Miley đã sửa đổi giọng hát làm hay hơn (tất nhiên là không kể với Lilly) với bài "One in a Million".Điều đó làm Lilly luôn tin mình là một ca sĩ và đã dám thách đấu cô bạn cùng lớp đáng ghét Amber Adison để thi hát trước toàn thể lớp.Lilly đã hát nhép bài "I Got Nerve" với gì mà Robby đáp lại "Cháu chắc chắn làm được".
Với một ngoại hình khá tomboy,Lilly có vẻ khá băn khoăn về ngoại hình thô kệch của mình.Cô đã từ chối thi cuộc thi trượt ván vì bị chú chó ăn mất kính áp tròng và ngại ngùng khi phải đeo cặp kính to (Cô gần như bị mù nếu không đeo kính).Đôi khi cô rất phấn khích khi mặc những bộ quần áo dễ thương hơn là giải quyết vấn đề.Cô cũng gần như có tình cảm với Oliver.
Có thể thấy Lilly luôn mặc những bộ qnần áo tomboy và đội rất nhiều loại mũ trong mùa đầu tiên.Đến mùa thứ 2,Lilly bắt đầu đeo băng đội đầu với màu sắc sặc sỡ.Cho tới mùa thứ 3,Lilly đeo những chiếc vòng cổ hình trái tim vàng.
Trong tập 'You Gotta Lose That Job',Lilly muốn làm một giáo viên vì nó khá thú vị,nhưng không nói chuyện riêng.
- Lola Luftnagle

Lilly trong Lola ở tập phim "Song Sung Bad"

Một mặt để giữ bí mật cho Miley,Lilly cũng hóa thân thành một trợ lý riêng cho Hannah với tên gọi Lola Luftnagle.Đầu tiên Lilly xuất hiện với cái tên "Lola LaFonda" trong tập "Miley Get Your Gum",nhưng rồi sau đó chuyển thành Luftnagle trong tập "It's My Party And I'll Lie If I Want To" và cái tên này được sử dụng trong cả quá trình của bộ phim.Lilly khẳng định rằng cô là con gái của Rudolph Luftnagle,chị của Bunny và Kiki Luftnagle.
Khác với phong cách của Lilly,Lola mặc các bộ quần áo bó sát cơ thể và có rất nhiều màu sắc sặc sỡ.Lilly thường mặc bộ đồ có khả năng co giãn để có thể dễ dàng ngồi sau sân khấu.Lola đeo khá nhiều trang sức như vòng cổ,tay và nhẫn cũng có nhiều màu.Lola có mái tóc giả ngắn với màu sắc tươi sáng thay đổi liên tục trong mỗi tập ở mùa 1 và 2,sang mùa 3,mái tóc dài hơn và chạm ngang vai.Phong cách của Lola có phần giống với nhân vật trong anime.Emily phải có tới 80 bộ tóc giả khác nhau,và màu cô yêu thích là tím và trắng.Lola mặc nhiều màu và đeo rất nhiều trang sức.Lola nói rằng không hẹn hò với Mike trong "He Could Be The One". Thay vào đó cô hẹn hò với Justin Timberlake và chưa rõ như thế nào.Emily nói rằng sau sân khấu cô giống Lola hơn là Lilly và cô rất thích quần áo của Lola và chỉ muốn giữ chúng.
- Mối quan hệ

Lily từng có một vài cuộc hẹn hò nhưng diễn ra không thành công.Trước kia cô hẹn hò với Jake Ryan (Cody Linley) trong bữa tiệc nhảy năm 70 nhưng bị Miley phá vỡ do ghen tức.Và cô cũng hẹn hò với Lucas (Sterling Knight) nhưng rồi phát hiện ra anh là kẻ gian dối.
Miley cũng từng mơ Lilly đang hẹn hò với Jackson,nhưng rồi cô tỉnh dậy và tất cả chỉ là một giấc mơ.
Cho đến mùa 3,Lilly có tình cảm với Oliver nhưng rồi Oliver có tình cảm với Miley,sau đó Oliver muốn quay lại với Lilly thì cô nói rằng đang hẹn hò với Justin Timberlake mà không biết là ai bắt đầu cả.

### Oliver Oken
Oliver Oscar Oken (Mitchel Musso) cũng là cậu bạn thân thiết của Miley và là người thứ hai phát hiện ra được bí mật của Miley.Oliver sau đó cũng thành trợ lý của Hannah bằng việc hóa trang thành Mike Standley III.

### Rico Suave
Rico Suave (Moises Arias) là nhân vật chính bắt đầu từ mùa thứ 2 trong bộ phim này.Tuy nhỏ tuổi nhưng cậu lại rất giàu có và quyền lực,có hẳn cửa hàng "Rico's Surf Shop" bên bờ biển gần gia đình Stewart.Tuy vậy cậu lại rất huênh hoang và hay bắt nạt nhân viên của mình là Jackson Stewart.

## Nhân vật phụ

### Amber và Ashley
Amber Addison (Shanica Knowles) and Ashley DeWitt (Anna Maria Perez de Taglé) là hai đối thủ được cho là cái gai trong mắt của Lilly và Miley.Họ rất điệu,hay nghĩ rằng mình thời trang và khi đạt được điều gì đó,họ lại chạm hai đầu ngón tay vào nhau và kêu "Oooo, tsss!".Thỉnh thoảng Lilly và Miley lại trêu họ bằng màn tương tự như vậy.Ngoài ra họ còn là fan hâm mộ của Hannah Montana.
Amber và Ashley xuất hiện trong các tập "Lilly, Do You Want to Know a Secret?," "Mascot Love," "Ooh Ooh Itchy Woman," "New Kid in School," "Good Golly, Miss Dolly," "The Idol Side of Me," "You Are So Sue-able," "Achey Jakey Heart," "When You Wish You Were the Star," "Song Sung Bad," "No Sugar Sugar," và "Ready, Set, Don't Drive."

### Cooper
Là cậu bạn cực thân của Jackson trong suốt cả mùa một của bộ phim.Jackson hay gọi cậu là Coop.Ngoài ra cậu có cô em gái đỏng đảnh Olivia.

### Mr. Donzig
Albert Donzig (Paul Vogt và Peter Allen Vogt) là người hàng xóm béo phì ở ngay cạnh nhà Stewart.Tính tình ông rất khó chịu,hay gây hấn với gia đình này,nhất là người cha Robby Ray.Tuy vậy sự thù hằn giữa ông và Miley lại khá mập mờ và không rõ ràng.

### Susan Stewart
Susan B. Stewart (Brooke Shields) là vợ của Robby và là mẹ của Miley và Jackson.Bà chỉ xuất hiện trong video của gia đình và một lần trong giấc mơ của Miley trong tập "He Could Be the One".Bà mất khi Miley có 10 tuổi.